# Bean (California)
Bean è una città fantasma degli Stati Uniti d'America situata nella Contea di Kings, nello Stato della California. Si trovava sulla Atchison, Topeka and Santa Fe Railway a una distanza di circa 5,2 km a nord-nordovest di Corcoran.
Banner appariva sulle carte geografiche ancora nel 1928.